# Anthropologia Helvetica
Die Anthropologia Helvetica: Ergebnisse anthropologischer Untersuchungen an den schweizerischen Stellungspflichtigen gilt als Otto Schlaginhaufens Hauptwerk und erschien 1946 und 1959 bei Orell Füssli.

## Entstehung
In der Anthropologia Helvetica sind die Ergebnisse eines eugenischen Großprojekts veröffentlicht, das Schlaginhaufen mit Mitteln der Julius-Klaus-Stiftung für Vererbungsforschung, Sozialanthropologie und Rassenhygiene (deren Präsident er war) durchführte. Der Stifter „hatte testamentarisch festgelegt, «alle auf wissenschaftlicher Basis beruhenden Bestrebungen zu fördern, deren Endziel auf die Vorbereitung und Durchführung praktischer Reformen zur Verbesserung der weissen Rasse gerichtet» sind. Ausdrücklich vom Stiftungszweck ausgenommen waren «Bestrebungen zugunsten körperlich und geistig Minderwertiger»“.
Für das Projekt untersuchte und bewertete Schlaginhaufen und sein Mitarbeiterstab anthropologisch über 35.000 Wehrpflichtige der Jahre 1927 bis 1932. Ziel des Projekts war es, eine Rassentypologie der Schweizer Bevölkerung zu erstellen. Seine Untersuchung wurde vom Eidgenössischen Militärdepartement und von der Schweizerischen Gesellschaft für Anthropologie und Ethnologie unterstützt. Vermessen wurden 35.551 Rekruten, angefertigt wurden 7.456 Fotografien. Die Resultate seiner Schädelvermessungen trug Schlaginhaufen 1935 am 16. Internationalen Kongress für Anthropologie in Brüssel vor.

## Inhalt
„Zentrales Ergebnis war, dass durch die Einfallstore Basel und Genf Langköpfe ins Feld der mittellangen Köpfe eingedrungen seien, während die Besiedlung des kurzköpfigen Feldes von Osten und Süden erfolgt sei. [Schlaginhaufen] konnte damit die bisherige Annahme widerlegen, dass die Zentralalpen Herd und Ausgangspunkt der Kurzköpfe seien. Der lang gesuchte «homo alpinus helveticus» hatte sich als Schimäre erwiesen. […] aus heutiger Sicht [abstruse] und in Anbetracht des Aufwandes recht [dürftige] Forschungsergebnisse […]“ (Alex Schwank, 1996)

## Form
Die Anthropologia Helvetica erschien in zwei Teilen bei Orell Füssli:
- Die Anthropologie der Eidgenossenschaft, 1946 als 699-seitiger Textband mit separatem Atlas erschienen (= Archiv der Julius Klaus-Stiftung für Vererbungsforschung, Sozialanthropologie und Rassenhygiene 21, Ergänzungsband OCLC 30382635);
- Die Anthropologie der Kantone und der natürlichen Landschaften, 1959 als 708-seitiger Textband mit separatem Atlas erschienen (= Archiv der Julius Klaus-Stiftung für Vererbungsforschung, Sozialanthropologie und Rassenhygiene 34, Ergänzungsband OCLC 15726827).

## Rezeption
„Wäre dieses Werk zehn Jahre vorher erschienen, wäre ihm ein grosser Erfolg beschieden gewesen. Nach dem Zweiten Weltkrieg war das Interesse für diese Art von Rassenforschung und Eugenik gering.“ (Alex Schwank, 1996)